# Terling
Terling är en by och en civil parish i Braintree i Essex i England. Orten har 774 invånare (2001).